# Penelope Wensley
Penelope Wensley (znana także jako Penny Wensley, ur. 18 października 1946 w Toowoombie) – australijska dyplomatka i działaczka społeczna, w latach 2008–2014 gubernator Queensland.

## Życiorys
Ukończyła z wyróżnieniem University of Queensland, gdzie studiowała anglistykę i romanistykę. W 1967 wstąpiła do australijskiej służby zagranicznej, z którą związała się na całe swoje zawodowe życie. Przebywała na placówkach w Paryżu (1969–72), Meksyku (1975–77) i Wellington (1982–85). W 1986 po raz pierwszy została szefem placówki, obejmując stanowisko konsula generalnego w Hongkongu. W latach 1991–1992 była dyrektorem Departamentu Organizacji Międzynarodowych w australijskim resorcie spraw zagranicznych, a następnie przez cztery lata kierowała (w randze ambasadora) działaniami australijskiej dyplomacji związanymi z kwestiami ekologicznymi. 
W 1997 jako pierwsza kobieta w historii została stałym przedstawicielem Australii przy ONZ w Nowym Jorku. Od 2001 do 2004 pełniła (również jako pierwsza kobieta) funkcję wysokiego komisarza w Indiach. Ukoronowaniem jej kariery dyplomatycznej było sprawowanie urzędu ambasadora we Francji, z dodatkową akredytacją w Algierii, Mauretanii i Maroko (2005–08). 6 lipca 2008 ogłoszono, iż zajmie miejsce dotychczasowej gubernator swego rodzinnego stanu Queensland, Quentin Bryce, która została gubernatorem generalnym Australii. Wensley oficjalnie objęła nowe stanowisko 29 lipca 2008. Zajmowała je przez dokładnie sześć lat, do 29 lipca 2014, kiedy to zastąpił ją Paul de Jersey. 